# Rijksbeschermd gezicht Mijnkoloniën Brunssum
Gezicht Mijnkoloniën Brunssum is een van rijkswege beschermd dorpsgezicht in Brunssum in de Nederlandse provincie Limburg. De procedure voor aanwijzing werd gestart op 16 december 2005. Het gebied werd op 21 januari 2009 definitief aangewezen. Het beschermd gezicht beslaat een oppervlakte van 193,5 hectare. In het gebied ligt onder andere het Vijverpark.
Panden die binnen een beschermd gezicht vallen krijgen niet automatisch de status van beschermd monument. Wel zal de gemeente het bestemmingsplan aanpassen om nieuwe ontwikkelingen in het gebied te reguleren. De gezichtsbescherming richt zich op de stedenbouwkundige en cultuurhistorische waardering van een gebied en wil het toekomstig functioneren daarvan veiligstellen.